# انجمن اقتصادی ژاپن
انجمن اقتصادی ژاپن (انگلیسی: Japanese Economic Association) مجموعه حرفه ای اقتصاددانان ژاپنی است. انجمن اقتصادی ژاپن با بیش از ۳۰۰۰ عضو، بزرگ‌ترین انجمن اقتصادی در ژاپن است. این انجمن همچنین یکی از قدیمی‌ترین هاست که در سال ۱۹۳۴ تأسیس شد.